# Chad Johnson (ishockeymålvakt)
Chad Terry Johnson, född 10 juni 1986 i Calgary, är en kanadensisk professionell ishockeymålvakt som spelar för Anaheim Ducks i NHL. 
Han har tidigare spelat på NHL-nivå för St. Louis Blues Buffalo Sabres, Calgary Flames, New York Islanders, Boston Bruins Phoenix Coyotes och New York Rangers och på lägre nivåer för Portland Pirates, Connecticut Whale och Hartford Wolf Pack i AHL och Alaska Nanooks (University of Alaska Fairbanks) i NCAA.
Johnson draftades i femte rundan i 2006 års draft av Pittsburgh Penguins som 125:e spelare totalt.
17 juni 2017 trejdades han från Calgary Flames till Arizona Coyotes tillsammans med Brandon Hickey och ett draftval i tredje rundan i draften 2017 i utbyte mot Mike Smith, men när han blev free agent några veckor senare skrev han på ett ettårskontrakt med sin gamla klubb, Buffalo Sabres.
Den 1 juli 2018 blev han free agent igen och skrev på ett ettårskontrakt värt 1,75 miljoner dollar med St. Louis Blues.
Han plockades på waivers av Anaheim Ducks den 11 december 2018.

## Statistik
M = Matcher, V = Vinster, F = Förluster, O = Oavgjorda, ÖF = Förluster på övertid eller straffar, MIN = Spelade minuter, IM = Insläppta Mål, N = Hållit nollan, GIM = Genomsnitt insläppta mål per match, R% = Räddningsprocent

### Grundserie
| Källa: Uppdaterad: 2018-12-12 | Källa: Uppdaterad: 2018-12-12 | Källa: Uppdaterad: 2018-12-12 | Källa: Uppdaterad: 2018-12-12 | Källa: Uppdaterad: 2018-12-12 | Källa: Uppdaterad: 2018-12-12 | Källa: Uppdaterad: 2018-12-12 | Källa: Uppdaterad: 2018-12-12 | Källa: Uppdaterad: 2018-12-12 | Källa: Uppdaterad: 2018-12-12 | Källa: Uppdaterad: 2018-12-12 | Källa: Uppdaterad: 2018-12-12 | Källa: Uppdaterad: 2018-12-12 |  |
| Säsong                        | Lag                           | Liga                          | M                             | V                             | F                             | O                             | ÖF                            | MIN                           | IM                            | N                             | GIM                           | R%                            |  |
| ----------------------------- | ----------------------------- | ----------------------------- | ----------------------------- | ----------------------------- | ----------------------------- | ----------------------------- | ----------------------------- | ----------------------------- | ----------------------------- | ----------------------------- | ----------------------------- | ----------------------------- |  |
| 2002–03                       | Calgary Buffaloes             | AMHL                          | —                             | 8                             | 8                             | 2                             | —                             | 1145                          | 62                            | —                             | 3.25                          | —                             |  |
| 2003–04                       | Brooks Bandits                | AJHL                          | 31                            | 6                             | 20                            | 3                             | —                             | 1782                          | 117                           | 0                             | 3.94                          | —                             |  |
| 2004–05                       | Brooks Bandits                | AJHL                          | 43                            | 25                            | 16                            | 2                             | —                             | 2505                          | 109                           | 2                             | 2.61                          | —                             |  |
| 2005–06                       | Alaska Nanooks                | NCAA                          | 18                            | 6                             | 7                             | 4                             | —                             | 985                           | 42                            | 0                             | 2.56                          | —                             |  |
| 2006–07                       | Alaska Nanooks                | NCAA                          | 19                            | 5                             | 6                             | 2                             | —                             | 1002                          | 52                            | 1                             | 3.11                          | —                             |  |
| 2007–08                       | Alaska Nanooks                | NCAA                          | 7                             | 0                             | 6                             | 0                             | —                             | —                             | 20                            | 0                             | 3.36                          | .893                          |  |
| 2008–09                       | Alaska Nanooks                | NCAA                          | 35                            | 14                            | 16                            | 5                             | —                             | 2062                          | 57                            | 6                             | 1.66                          | .940                          |  |
| 2009–10                       | New York Rangers              | NHL                           | 5                             | 1                             | 2                             | —                             | 1                             | 281                           | 11                            | 0                             | 2.35                          | .919                          |  |
|                               | Hartford Wolf Pack            | AHL                           | 47                            | 24                            | 18                            | 2                             | —                             | 2649                          | 112                           | 3                             | 2.54                          | .911                          |  |
| 2010–11                       | New York Rangers              | NHL                           | 1                             | 0                             | 0                             | —                             | 0                             | 20                            | 2                             | 0                             | 6.00                          | .818                          |  |
|                               | Hartford Wolf Pack            | AHL                           | 40                            | 16                            | 19                            | 3                             | —                             | 2271                          | 103                           | 2                             | 2.72                          | .901                          |  |
| 2011–12                       | Hartford Wolf Pack            | AHL                           | 49                            | 22                            | 18                            | 6                             | —                             | 2775                          | 115                           | 1                             | 2.49                          | .919                          |  |
| 2012–13                       | Phoenix Coyotes               | NHL                           | 4                             | 2                             | 0                             | —                             | 2                             | 247                           | 5                             | 1                             | 1.21                          | .954                          |  |
|                               | Portland Pirates              | AHL                           | 34                            | 16                            | 15                            | 1                             | —                             | 1938                          | 97                            | 2                             | 3.00                          | .903                          |  |
| 2013–14                       | Boston Bruins                 | NHL                           | 27                            | 17                            | 4                             | —                             | 3                             | 1511                          | 53                            | 2                             | 2.10                          | .925                          |  |
| 2014–15                       | New York Islanders            | NHL                           | 19                            | 8                             | 8                             | —                             | 1                             | 1053                          | 54                            | 0                             | 3.08                          | .889                          |  |
| 2015–16                       | Buffalo Sabres                | NHL                           | 45                            | 22                            | 16                            | —                             | 4                             | 2592                          | 102                           | 1                             | 2.36                          | .920                          |  |
| 2016–17                       | Calgary Flames                | NHL                           | 36                            | 18                            | 15                            | —                             | 1                             | 2013                          | 87                            | 3                             | 2.59                          | .910                          |  |
| 2017–18                       | Buffalo Sabres                | NHL                           | 36                            | 10                            | 17                            | —                             | 3                             | 1774                          | 105                           | 0                             | 3.55                          | .891                          |  |
| 2018–19                       | St. Louis Blues               | NHL                           | 10                            | 2                             | 6                             | —                             | 0                             | 491                           | 29                            | 1                             | 3.54                          | .884                          |  |
|                               | Anaheim Ducks                 | NHL                           | –                             | –                             | –                             | –                             | –                             | –                             | –                             | –                             | –                             | –                             |  |
| NHL totalt                    | NHL totalt                    | NHL totalt                    | 183                           | 80                            | 67                            | —                             | 15                            | 9980                          | 448                           | 8                             | 2.69                          | .909                          |  |
| AHL totalt                    | AHL totalt                    | AHL totalt                    | 170                           | 78                            | 70                            | 12                            | —                             | 9633                          | 427                           | 8                             | 2.68                          | .908                          |  |
| NCAA totalt                   | NCAA totalt                   | NCAA totalt                   | 79                            | 25                            | 35                            | 11                            | —                             | 4049                          | 171                           | 7                             | 2.67                          | .916                          |  |

### Slutspel
| Säsong     | Lag               | Liga       | M | V | F | MIN | IM | N | GIM  | R%   |
| ---------- | ----------------- | ---------- | - | - | - | --- | -- | - | ---- | ---- |
| 2002–2003  | Calgary Buffaloes | AMHL       | 1 | 0 | 1 | 60  | 3  | 0 | 3.00 | —    |
| 2004–2005  | Brooks Bandits    | AJHL       | 9 | 4 | 5 | 493 | —  | — | —    | —    |
| 2012–2013  | Portland Pirates  | AHL        | 3 | 0 | 3 | 204 | 12 | 0 | 3.53 | .898 |
| 2016–2017  | Calgary Flames    | NHL        | 1 | 0 | 1 | 52  | 1  | 0 | 1.16 | .952 |
| NHL totalt | NHL totalt        | NHL totalt | 1 | 0 | 1 | 52  | 1  | 0 | 3.53 | .952 |
| AHL totalt | AHL totalt        | AHL totalt | 3 | 0 | 3 | 204 | 12 | 0 | 3.53 | .898 |